# Budrio
Budrio je italská obec a město v provincii Bologna v oblasti Emilia-Romagna.
V roce 2012 zde žilo 18 172 obyvatel.

## Sousední obce
Baricella, Castenaso, Granarolo dell'Emilia, Medicina, Minerbio, Molinella, Ozzano dell'Emilia

## Vývoj počtu obyvatel
Zdroj: 